# Levesville-la-Chenard
 Levesville-la-Chenard  es una población y comuna francesa, en la región de  Centro, departamento de Eure y Loir, en el distrito de Chartres y cantón de Janville.

## Demografía
| 240 | 198 | 185 | 197 | 216 | 208 |
| Para los censos de 1962 a 1999 la población legal corresponde a la población sin duplicidades (Fuente: INSEE [Consultar]) |     |     |     |     |     |